# Europees kampioenschap voetbal mannen onder 19 - 2011
Het Europees kampioenschap voetbal mannen onder 19 van 2011 (kortweg: EK voetbal -19) was de 27ste editie van het Europees kampioenschap voetbal mannen onder 19, bedoeld voor spelers die op of na 1 januari 1992 geboren zijn. Het toernooi werd gespeeld van 20 juli 2011 tot en met 1 augustus 2011 in Roemenië.

## Kwalificatie
| # | Land        | Gekwalificeerd als          | Beste prestatie                     |
| - | ----------- | --------------------------- | ----------------------------------- |
| 1 | Roemenië    | Gastland                    |                                     |
| 2 | België      | Eliteronde: Winnaar groep 1 | Groepsfase (2002, 2004 en 2006)     |
| 3 | Spanje      | Eliteronde: Winnaar groep 2 | Kampioen (2002, 2004, 2006 en 2007) |
| 4 | Griekenland | Eliteronde: Winnaar groep 3 | Tweede (2007)                       |
| 5 | Ierland     | Eliteronde: Winnaar groep 4 | Halve finale (2002)                 |
| 6 | Tsjechië    | Eliteronde: Winnaar groep 5 | Halve finale (2003, 2006 en 2008)   |
| 7 | Servië      | Eliteronde: Winnaar groep 6 | Halve finale (2005 en 2009)         |
| 8 | Turkije     | Eliteronde: Winnaar groep 7 | Tweede (2004)                       |

## Stadions
| Berceni                               | · Berceni Buftea Chiajna Mogoșoaia |  |
| Stadionul Berceni Capaciteit: 2.700   | · Berceni Buftea Chiajna Mogoșoaia |  |
| Buftea                                | · Berceni Buftea Chiajna Mogoșoaia |  |
| Stadionul CNAF Capaciteit: 800        | · Berceni Buftea Chiajna Mogoșoaia |  |
| Chiajna                               | · Berceni Buftea Chiajna Mogoșoaia |  |
| Stadionul Concordia Capaciteit: 5.123 | · Berceni Buftea Chiajna Mogoșoaia |  |
| Mogoșoaia                             | · Berceni Buftea Chiajna Mogoșoaia |  |
| Stadionul Mogoșoaia Capaciteit: 2.000 | · Berceni Buftea Chiajna Mogoșoaia |  |

## Groepsfase
De loting voor de groepsfase vond plaats op vrijdag 8 juni 2011 in Boekarest.

### Groep A
| Pos. | Team        | AW | W | G | V | DV | DT | +/- | Pnt |
| ---- | ----------- | -- | - | - | - | -- | -- | --- | --- |
| 1    | Tsjechië    | 3  | 3 | 0 | 0 | 6  | 2  | +4  | 9   |
| 2    | Ierland     | 3  | 1 | 1 | 1 | 3  | 3  | 0   | 4   |
| 3    | Griekenland | 3  | 1 | 0 | 2 | 2  | 3  | –1  | 3   |
| 4    | Roemenië    | 3  | 0 | 1 | 2 | 1  | 4  | –3  | 1   |

|                    |             |         |                  |                                                                    |
| 20 juli 2011 20:00 | Griekenland | 1–2     | Ierland          | Stadionul CNAF, Buftea Toeschouwers: 100 Scheidsrechter: Paweł Gil |
| 20 juli 2011 20:00 | Katidis 5'  | Verslag | 2', 51' O'Connor | Stadionul CNAF, Buftea Toeschouwers: 100 Scheidsrechter: Paweł Gil |

|                    |             |         |                                          |                                                                                 |
| 20 juli 2011 20:00 | Roemenië    | 1–3     | Tsjechië                                 | Stadionul Concordia, Chiajna Toeschouwers: 3.300 Scheidsrechter: Clément Turpin |
| 20 juli 2011 20:00 | Stanciu 30' | Verslag | 44' Přikryl 61' (pen.) Jeleček 85' Jánoš | Stadionul Concordia, Chiajna Toeschouwers: 3.300 Scheidsrechter: Clément Turpin |

|                    |                      |         |                |                                                                               |
| 23 juli 2011 18:00 | Tsjechië             | 2–1     | Ierland        | Stadionul Mogoșoaia, Mogoşoaia Toeschouwers: 400 Scheidsrechter: Tamás Bognár |
| 23 juli 2011 18:00 | Brabec 69' Lácha 71' | Verslag | 10' O'Sullivan | Stadionul Mogoșoaia, Mogoşoaia Toeschouwers: 400 Scheidsrechter: Tamás Bognár |

|                    |          |         |               |                                                                               |
| 23 juli 2011 20:00 | Roemenië | 0–1     | Griekenland   | Stadionul Berceni, Berceni Toeschouwers: 2.600 Scheidsrechter: Stuart Attwell |
| 23 juli 2011 20:00 |          | Verslag | 37' Fortounis | Stadionul Berceni, Berceni Toeschouwers: 2.600 Scheidsrechter: Stuart Attwell |

|                    |             |         |             |                                                                                     |
| 26 juli 2011 18:00 | Tsjechië    | 1–0     | Griekenland | Stadionul Mogoșoaia, Mogoşoaia Toeschouwers: 1.000 Scheidsrechter: Tom Harald Hagen |
| 26 juli 2011 18:00 | Přikryl 70' | Verslag |             | Stadionul Mogoșoaia, Mogoşoaia Toeschouwers: 1.000 Scheidsrechter: Tom Harald Hagen |

|                    |         |     |          |                                                                                |
| 26 juli 2011 18:00 | Ierland | 0–0 | Roemenië | Stadionul Berceni, Berceni Toeschouwers: 2.000 Scheidsrechter: Artjom Koetsjin |
| 26 juli 2011 18:00 | Verslag |     |          | Stadionul Berceni, Berceni Toeschouwers: 2.000 Scheidsrechter: Artjom Koetsjin |

### Groep B
| Pos. | Team    | AW | W | G | V | DV | DT | +/- | Pnt |
| ---- | ------- | -- | - | - | - | -- | -- | --- | --- |
| 1    | Spanje  | 3  | 2 | 0 | 1 | 8  | 4  | +4  | 6   |
| 2    | Servië1 | 3  | 1 | 1 | 1 | 3  | 5  | –2  | 4   |
| 3    | Turkije | 3  | 1 | 1 | 1 | 4  | 3  | +1  | 4   |
| 4    | België  | 3  | 0 | 2 | 1 | 3  | 6  | –3  | 2   |

1 Servië door op onderling resultaat.
|                    |                      |         |         |                                                                                |
| 20 juli 2011 18:00 | Servië               | 2–0     | Turkije | Stadionul Berceni, Berceni Toeschouwers: 1.000 Scheidsrechter: Artjom Koetsjin |
| 20 juli 2011 18:00 | Jojić 57' Trujić 89' | Verslag |         | Stadionul Berceni, Berceni Toeschouwers: 1.000 Scheidsrechter: Artjom Koetsjin |

|                    |                                                         |         |              |                                                                                 |
| 21 juli 2011 17:00 | Spanje                                                  | 4–1     | België       | Stadionul Mogoșoaia, Mogoşoaia Toeschouwers: 750 Scheidsrechter: Stuart Attwell |
| 21 juli 2011 17:00 | Sarabia 17' (pen.) Alcácer 65' Muñiz 90+1' Morata 90+3' | Verslag | 46' Cuvelier | Stadionul Mogoșoaia, Mogoşoaia Toeschouwers: 750 Scheidsrechter: Stuart Attwell |

|                    |          |         |              |                                                                           |
| 23 juli 2011 18:00 | Turkije  | 1–1     | België       | Stadionul CNAF, Buftea Toeschouwers: 350 Scheidsrechter: Tom Harald Hagen |
| 23 juli 2011 18:00 | Dere 77' | Verslag | 90' Vervaeke | Stadionul CNAF, Buftea Toeschouwers: 350 Scheidsrechter: Tom Harald Hagen |

|                    |        |         |                                 |                                                                            |
| 23 juli 2011 20:00 | Servië | 0–4     | Spanje                          | Stadionul Concordia, Chiajna Toeschouwers: 2.000 Scheidsrechter: Paweł Gil |
| 23 juli 2011 20:00 |        | Verslag | 13', 22', 75' Morata 15' Juanmi | Stadionul Concordia, Chiajna Toeschouwers: 2.000 Scheidsrechter: Paweł Gil |

|                    |                                                 |         |        |                                                                             |
| 26 juli 2011 20:00 | Turkije                                         | 3–0     | Spanje | Stadionul Concordia, Chiajna Toeschouwers: 700 Scheidsrechter: Tamás Bognár |
| 26 juli 2011 20:00 | Ramalho 31' (e.d.) Çörekçi 51' Gómez 56' (e.d.) | Verslag |        | Stadionul Concordia, Chiajna Toeschouwers: 700 Scheidsrechter: Tamás Bognár |

|                    |             |         |           |                                                                         |
| 26 juli 2011 20:00 | België      | 1–1     | Servië    | Stadionul CNAF, Buftea Toeschouwers: 800 Scheidsrechter: Clément Turpin |
| 26 juli 2011 20:00 | Vermijl 73' | Verslag | 6' Mrkela | Stadionul CNAF, Buftea Toeschouwers: 800 Scheidsrechter: Clément Turpin |

## Knock-outfase
|  | halve finale        | halve finale      |  |        | finale               | finale               |
|  |                     |                   |  |        |                      |                      |
|  | 29 juli – Mogoşoaia |                   |  |        |                      |                      |
|  | Tsjechië            | 4                 |  |        |                      |                      |
|  | Servië              | 2                 |  |        | 1 augustus – Chiajna | 1 augustus – Chiajna |
|  |                     |                   |  |        | Tsjechië             | 2                    |
|  | 29 juli – Chiajna   | 29 juli – Chiajna |  | Spanje | 3                    |                      |
|  | Spanje              | 5                 |  |        |                      |                      |
|  | Ierland             | 0                 |  |        |                      |                      |

### Halve finales
|                    |                                                      |         |                     |                                                                                    |
| 29 juli 2011 17:45 | Tsjechië                                             | 4–2     | Servië              | Stadionul Mogoșoaia, Mogoşoaia Toeschouwers: 1.000 Scheidsrechter: Artjom Koetsjin |
| 29 juli 2011 17:45 | Přikryl 6' Kalas 16' Jeleček 19' (pen.) Skalák 90+2' | Verslag | 23', 28' Despotović | Stadionul Mogoșoaia, Mogoşoaia Toeschouwers: 1.000 Scheidsrechter: Artjom Koetsjin |

|                    |                                                              |        |         |                                                                                 |
| 29 juli 2011 19:45 | Spanje                                                       | 5–0    | Ierland | Stadionul Concordia, Chiajna Toeschouwers: 2.500 Scheidsrechter: Clément Turpin |
| 29 juli 2011 19:45 | Deulofeu 27' Sarabia 40' Juanmi 46' Morata 79', 90+1' (pen.) | Report |         | Stadionul Concordia, Chiajna Toeschouwers: 2.500 Scheidsrechter: Clément Turpin |

### Finale
|                       |                      |            |                                   |                                                                                 |
| 1 augustus 2011 19:00 | Tsjechië             | 2–3 (n.v.) | Spanje                            | Stadionul Concordia, Chiajna Toeschouwers: 3.700 Scheidsrechter: Stuart Attwell |
| 1 augustus 2011 19:00 | Krejčí 52' Lácha 97' | Verslag    | 84' Aurtenetxe 107', 115' Alcácer | Stadionul Concordia, Chiajna Toeschouwers: 3.700 Scheidsrechter: Stuart Attwell |

## Uitzending
De wedstrijden zullen worden uitgezonden op de TV door Eurosport.